# Jacob de Litemont
Jacob de Litemont ou Jacob de Littemont ou Jacob de Lichtemont était peintre de cour pour les rois Charles VII et Louis XI. Il est reconnu par une grande partie des spécialistes comme le "Maître de Jacques Cœur". Il fut remplacé, à sa mort, par Jean Fouquet vers 1475.
On sait peu de chose de Jacob de Litemont. Il semble naître dans les Pays-Bas bourguignons. Il a peut-être fréquenté l'atelier de Jan van Eyck à Bruges dans les années 1430 et 1440.
Il séjourne à Bourges vers 1450 où il est employé par Jacques Cœur pour la réalisation de la verrière de l'Annonciation à la cathédrale de Bourges et peut-être aux décors de la chapelle de son hôtel (restaurés en 1869). Il entre au service de Charles VII peut-être après la disgrâce de l'argentier en 1451, et reste peintre du roi jusqu'en 1474. Il participe aux étrennes de Charles VII auquel il offre un cadeau en 1452, 1453 et 1454. Il répond à une commande de René d'Anjou, beau-frère de Charles VII, en 1451. Il participe aux décors des funérailles de Charles VII en 1461, aux côtés de Colins d'Amiens, Pierre Hennes, Jean Fouquet et Jean de Montluçon : il réalise divers ornements, bannières et armoiries, il moule le visage du roi pour son effigie funéraire. Entre 1463 et 1469, il est employé par Louis XI pour la réalisation d'étendards. Il apparaît encore à Compiègne en 1474 où il est chargé par le roi de la décoration picturale de la chapelle Notre-Dame-de-Salvation (disparue) fondée par Louis XI en 1468.

## Œuvres
- Le Dais de Charles VII (vers 1450), Paris, musée du Louvre (modèle attribué à Jacob de Litemont).
- La verrière de l'Annonciation (1451) de la chapelle de Jacques Cœur à la cathédrale Saint-Étienne de Bourges (modèle attribué à Jacob de Litemont).
- Les Anges porteurs de banderoles (vers 1450), peinture (restaurée en 1869 par Alexandre Denuelle) du plafond de la chapelle de l'hôtel de Jacques Cœur à Bourges.
- La tapisserie des Cerfs ailés (entre 1453 et 1461), Rouen, musée des Antiquités de la Seine-Maritime (modèle attribué à Jacob de Litemont)[3].

| Image 1                                                                             |
| Cathédrale Saint-Étienne de Bourges Chapelle Jacques-Cœur Vitrail de l'Annonciation |

| Image 2                                      |
| Musée du Louvre Dais du trône de Charles VII |

### Sites internet
- Site des Amis du Louvre, Dais pour le trône de Charles VII

- Ressource relative aux beaux-arts :   - Bénézit
- Notice dans un dictionnaire ou une encyclopédie généraliste :   - Deutsche Biographie
- Notices d'autorité :   - VIAF
  - GND